# Conjecture de Berman-Hartmanis
En théorie de la complexité, la conjecture de Berman-Hartmanis est une conjecture non résolue qui prétend que tous les langages NP-complets se ressemblent. Plus précisément, la conjecture prétend qu'il existe un isomorphisme calculable en temps polynomial entre tous langages NP-complets,,,.
La conjecture doit son nom à Leonard C. Berman et Juris Hartmanis.